# Tylomys tumbalensis
Tylomys tumbalensis är en däggdjursart som beskrevs av Clinton Hart Merriam 1901. Tylomys tumbalensis ingår i släktet centralamerikanska klätterråttor, och familjen hamsterartade gnagare. IUCN kategoriserar arten globalt som akut hotad. Inga underarter finns listade i Catalogue of Life.
Denna gnagare förekommer i södra Mexiko. Arten är bara känd från mindre än 10 individer och det senaste fyndet är från 1960-talet. Regionen var vid tiden täckt av regnskog.
Arten blir i genomsnitt 44,8 cm lång (med svans), svanslängden är 23,5 cm och vikten ligger vid 250 g. Djuret har 4,6 cm långa bakfötter och 2,2 cm stora öron. Ovansidan är täckt av mörkgrå till svart päls och på undersidan förekommer grå päls. Tylomys tumbalensis har vita fläckar på kinderna och på några andra ställen. På den mörka svansen (förutom den vita svansspetsen) finns bara fjäll. Gnagaren har ett långsträckt huvud och naglar vid fingrar och tår.
Fram till 2014 var bara en individ känd. Antagligen har Tylomys tumbalensis samma levnadssätt som andra släktmedlemmar.